# Acanthotrichia
Acanthotrichia is een geslacht van schietmotten uit de familie Hydroptilidae.

## Soorten
Deze lijst is mogelijk niet compleet.
- A. bilamina A Wells, 1982